# Слобозія-Чорешть (комуна)
Слобозія-Чорешть, Слобозія-Чорешті (рум. Slobozia Ciorăști) — комуна у повіті Вранча в Румунії. До складу комуни входять такі села (дані про населення за 2002 рік):
- Армень (206 осіб)
- Жиліште (698 осіб)
- Слобозія-Чорешть (1191 особа)

Комуна розташована на відстані 157 км на північний схід від Бухареста, 9 км на південь від Фокшан, 67 км на захід від Галаца, 124 км на схід від Брашова.

## Населення
За даними перепису населення 2002 року у комуні проживали 2095 осіб. Усі жителі комуни рідною мовою назвали румунську. За віросповіданням усі жителі комуни — православні.
Національний склад населення комуни:
| Національність   | Кількість осіб | Відсоток |
| ---------------- | -------------- | -------- |
| румуни           | 2094           | > 99,9%  |
| росіяни-липовани | 1              | < 0,1%   |